# Sarı Süleyman Pascha
Sarı Süleyman Pascha (* um 1628/29 in Taşlıca; † 14. Oktober 1687 in Istanbul) war ein osmanischer Staatsmann und von 1685 bis 1687 Großwesir. Nach der verlorenen Schlacht bei Mohács (1687) wurde er hingerichtet. Sein Beiname Sarı bedeutet der Blonde.

## Leben

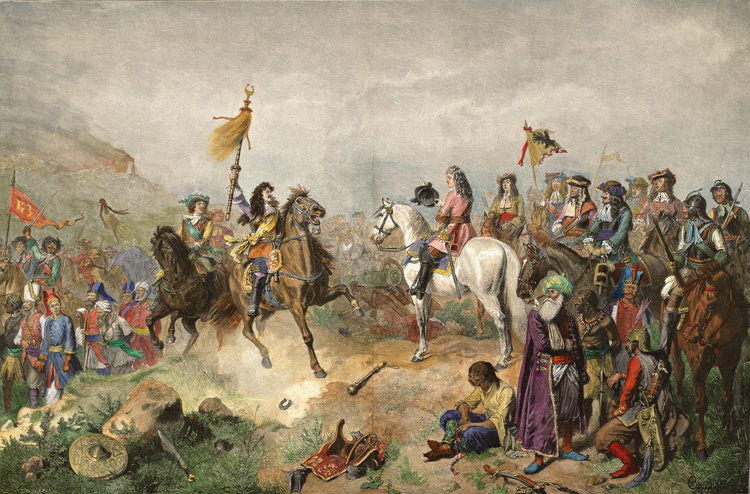
Die osmanische Armee nach einer verheerenden Niederlage während der Zweiten Schlacht von Mohács (1687).

Sarı Süleyman Pascha wurde um 1628/29 als Sohn des Mürüvvet in Taşlıca (heute Pljevlja, Montenegro) im Eyâlet Bosnien geboren. Nach dem Besuch der Enderun-Schule war er Kethüda von Großwesir Köprülü Fâzıl Ahmed Pascha und später Oberstallmeister (Mirahur) des Sultans. 1684 wurde er zum zweiten Wesir ernannt.
Am 18. November 1685 ernannte ihn der Sultan zum neuen Großwesir. Einer ersten Amtshandlungen war die Freilassung des ungarischen Magnaten Emmerich Thököly. Außerdem schrieb er sofort verzweifelte Briefe an den Khan der Krim und die Paschas von Timișoara, Székesfehérvár und Osijek, um die angeschlagene osmanische Armee in Ungarn zu reorganisieren und zu verstärken, die währenddessen in der Belagerung von Buda (1686) kämpfte. Obwohl Sarı Süleyman Pascha mehrere Versuche unternahm, die Belagerung von Buda zu durchbrechen wurde die Stadt schließlich von Karl V., Herzog von Lothringen, erobert. Bald darauf verloren die Osmanen auch Székesfehérvár.
Süleyman Pascha befahl daraufhin seinen Streitkräften, die Reste des osmanischen Territoriums gegen ihre Gegner zu halten, und sandte einen Emissär zu Feldmarschall Donat Johann Heißler von Heitersheim, um in Dobrodzień einen Frieden zu verhandeln. Doch alle Versuche dazu scheiterten.
Nach der Niederlage in der Schlacht bei Mohács im Jahr 1687 startete die osmanische Armee einen Aufstand gegen den Großwesir. Süleyman Pascha, der befürchtete, dass die Aufständischen ihn töten würden, floh von der Kommandoposition zuerst nach Belgrad und dann nach Istanbul, wo er sich tagelang versteckte. Anfang September 1687 erreichten Nachrichten über seine Niederlage und Flucht nach Istanbul Sultan Mehmed IV. Der setzte Süleyman Pascha ab und proklamierte Abaza Siyavuş Pascha II. zum neuen Befehlshaber der Streitkräfte und schließlich zum neuen Großwesir. Bald darauf wurde Süleyman Pascha festgenommen und hingerichtet. Zwei Monate später wurde auch der Sultan selbst infolge der Niederlage bei Mohács entthront und durch Sultan Süleyman II. ersetzt.